# Hermannia similis
Hermannia similis är en kvalsterart som först beskrevs av Balogh och Sandór Mahunka 1967.  Hermannia similis ingår i släktet Hermannia och familjen Hermanniidae. Inga underarter finns listade i Catalogue of Life.